# Puelches
Puelches est une ville de la province de La Pampa, en Argentine, et le chef-lieu du département de Curacó.

## Situation
La localité est considérée comme le centre géographique de l'Argentine, par décret du gouvernement national.

Elle se trouve au croisement de la route provinciale 15 et de la route nationale 152 (Argentine), à 272 km de la capitale provinciale Santa Rosa, et à 793 de Buenos Aires. La ville est située à l'est du 
département de Curacó, sur la rive droite du río Curacó, ce dernier étant en réalité le cours inférieur du río Desaguadero-Salado, avant que les eaux ne confluent avec le río Colorado. Dans ce secteur, les eaux de la rivière forment trois importantes et vastes lagunes qui entourent la petite ville : Urre Lauquen, La Dulce et La Amarga.
À une trentaine de kilomètres au nord-est de Puelches,par la très bonne route nationale 152, se trouve le parc national Lihué Calel.

## Population
Elle comptait 540 habitants en 2001, soit une baisse de 5,37 % par rapport aux 
569 de 1991. Et ce pour une superficie de pas moins de 7 950 kilomètres carrés, vaste comme un grand département français !